# Operação assento 12

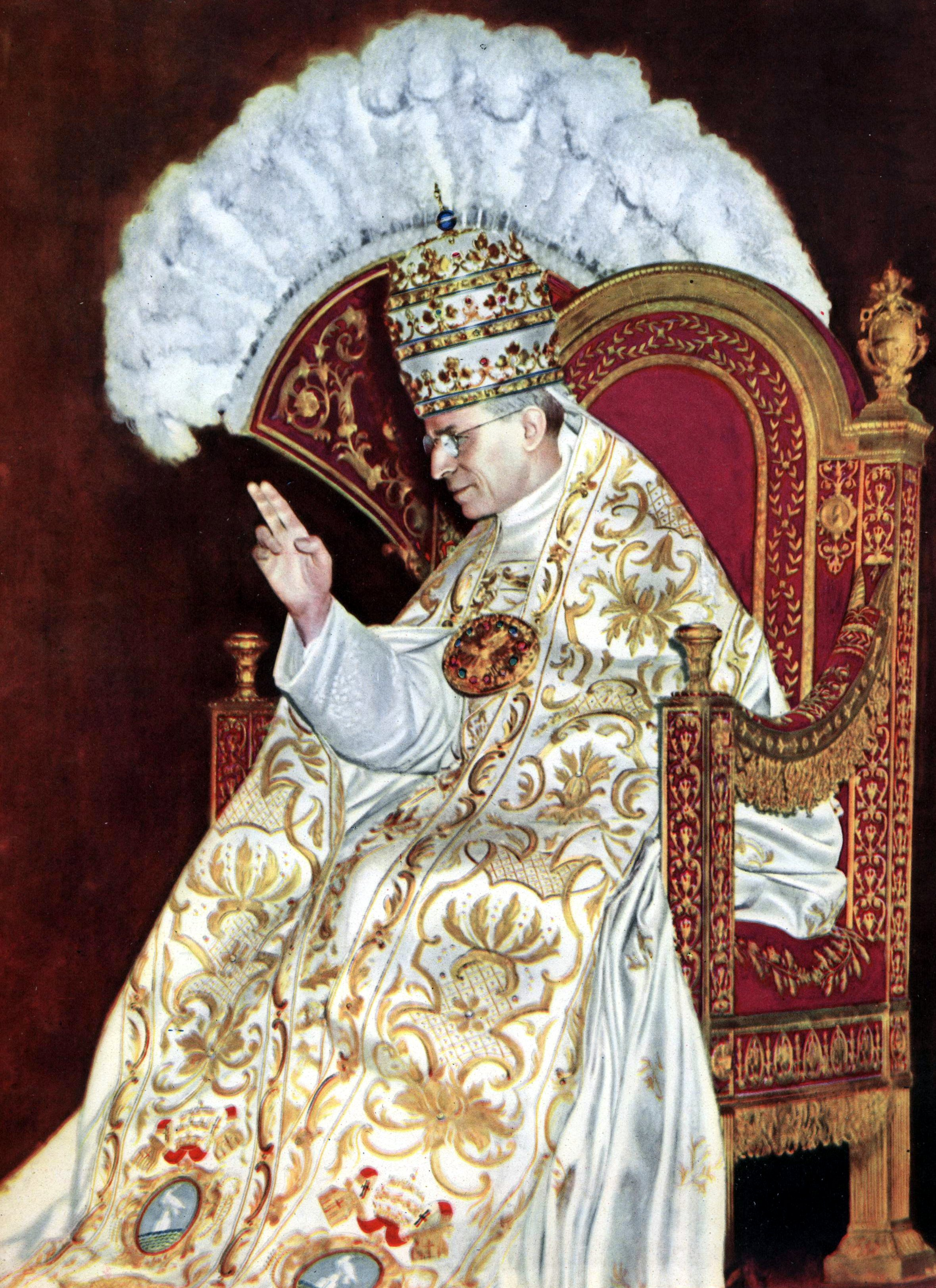
O Venerável Papa Pio XII

Operação assento 12, também conhecido como Assento 12, foi uma suposta campanha de desinformação da propaganda comunista durante a Guerra Fria para desacreditar a autoridade moral do Vaticano por causa de seu manifesto anticomunismo. A trama foi divulgada em 2007 por Ion Mihai Pacepa, um general que chefiou o serviço secreto romeno antes de desertar para o Ocidente em 1978.

## Descrição
Segundo Pacepa, em fevereiro de 1960, Nikita Khrushchev autorizou uma operação secreta para desacreditar a autoridade moral do Vaticano na Europa Ocidental com uma campanha de desinformação devido ao seu fervoroso anticomunismo, sendo o papa Pio XII o principal alvo. O lema do assento 12 era "Homens mortos não podem se defender", desde que Pio XII morreu em 1958. Pacepa afirma que o general Ivan Agayants, chefe do departamento de desinformação da KGB, criou o esboço do que seria uma peça que caracterizaria o Papa como simpatizante nazista, o deputado; que a suposta pesquisa para a peça consistia em falsificações; que a pesquisa foi realizada não por seu autor reivindicado, Rolf Hochhuth, mas por agentes da KGB; e que o produtor da peça, Erwin Piscator, fundador do Teatro Proletário em Berlim, que havia pedido asilo na URSS durante a guerra, era um comunista devoto que há muito estabeleceu laços com a URSS.
Pacepa afirma que a KGB empregou espiões romenos para fingir que a Romênia estava se preparando para restabelecer as relações diplomáticas com a Santa Sé. Sob esse ardil, Pacepa declara que obteve acesso aos arquivos do Vaticano pelo chefe de discussões secretas da Igreja com o Pacto de Varsóvia, monsenhor Agostino Casaroli. Três espiões comunistas disfarçados de padres ao longo de dois anos secretaram materiais dos arquivos para copiar e transferir para a KGB. "De fato", relatou Pacepa, "nenhum material incriminador contra o pontífice jamais apareceu". Segundo Pacepa, o general Ivan Agayants, chefe da desinformação soviética, informou-o em Bucareste, em 1963, de que a campanha de desinformação "se materializou em uma peça poderosa atacando o papa Pio XII", tendo Agrayants sido o autor do esboço do Deputado e supervisionado a compilação de a "pesquisa" que incorporava documentos que os agentes de Pacepa haviam roubado do Vaticano.
O escritor e professor de direito Ronald Rychlak afirma que o produtor americano da peça do "Assento 12" também era comunista; muitos da imprensa que elogiaram a peça tinham conexões profundas com causas de esquerda ou comunistas; um periódico de influência altamente comunista ajudou a garantir que The Deputy tocasse na Broadway; e até as primeiras críticas tinham ligações comunistas. Pacepa também relata que, em 1974, Yuri Andropov admitiu que os soviéticos sabiam em 1963 o que eles sabiam em 1974 (informações recém-divulgadas sobre as quais Hitler era hostil e conspiravam contra Pio XII) nunca teriam ido atrás dele.
Segundo Rychlak, um memorando de inteligência britânico desclassificado, datado de 10 de janeiro de 1969, supõe que Hochhuth pode ter desempenhado um papel de conhecimento na divulgação de propaganda comunista, em vez de ter sido um idiota, dizendo que "talvez seja um 'agente intelectual', escrevendo em nome dos alemães orientais ou dos soviéticos" e os agentes britânicos se recusaram a "desconsiderar a possibilidade de esforços de longo prazo por parte dos comunistas para promover as alegações de Hochhuth até que se tornem lendas". O memorando continuou: "É difícil determinar se Hochhuth é motivado apenas pela vontade de escrever peças históricas, de reabilitar os alemães ou se está à altura de algum jogo mais sinistro é difícil de determinar nesta fase. Mas os russos estão certamente a colher alguns dos benefícios."
Rychlak conclui que Hochhuth pode não ter sido um ator conhecedor da propaganda, mas era um "candidato perfeito para ser um idiota inconsciente". Rychlak escreve "sua ideologia não estava muito distante do marxismo. Ele também admitiu que era, pelo menos às vezes, anticlerical  Ele era particularmente contrário ao celibato sacerdotal".
Referindo-se ao relato de Pacepa, o historiador alemão Michael F. Feldkamp escreve que "o relatório de Pacepa é totalmente credível. Ele se encaixa como uma peça que faltava no quebra-cabeça da propaganda e desinformação comunistas, destinadas a desacreditar a Igreja Católica e seu Pontífice". O historiador inglês Michael Burleigh, concordando com Feldkamp, afirma: "As tentativas soviéticas de difamar Pio realmente começaram assim que o Exército Vermelho atravessou a Polônia católica", observando que os soviéticos "contrataram um propagandista militantemente anti-religioso, Mikhail Markovich Sheinmann". - "A peça de Hochhuth... inspirou-se fortemente nas mentiras e falsidades de Sheinmann".
A história de Pacepa não foi corroborada; o jornal nacional alemão Frankfurter Allgemeine declarou em 2007 que "Hochhuth não precisava de nenhuma ajuda da KGB para sua apresentação unilateral da história".